# Theo Windges

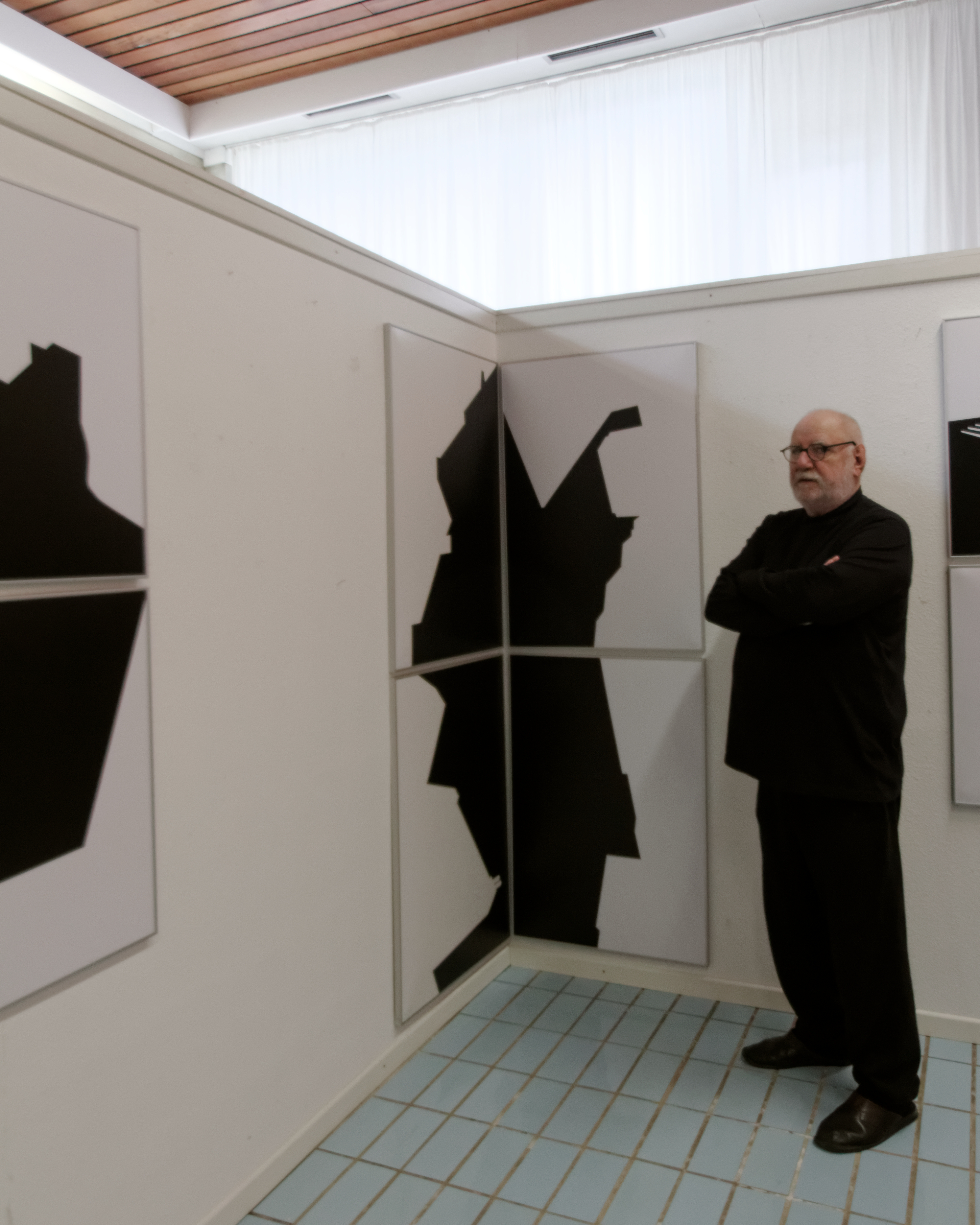
Theo Windges 2013

Theo Windges (* 29. September 1943 in Mönchengladbach-Rheydt; † 23. April 2022) war ein in Krefeld lebender deutscher Grafik- und Fotodesigner sowie Fotokünstler.

## Leben und Ausbildung
Nach dem Schulbesuch und einer Ausbildung zum Schaufenstergestalter und Plakatmaler studierte Theo Windges an der Peter-Behrens-Werkkunstschule Düsseldorf „Visuelle Kommunikation“ bei Klaus Kammerichs. Er schloss das Studium 1969 als Diplom-Foto- und Grafikdesigner ab.

## Wirken

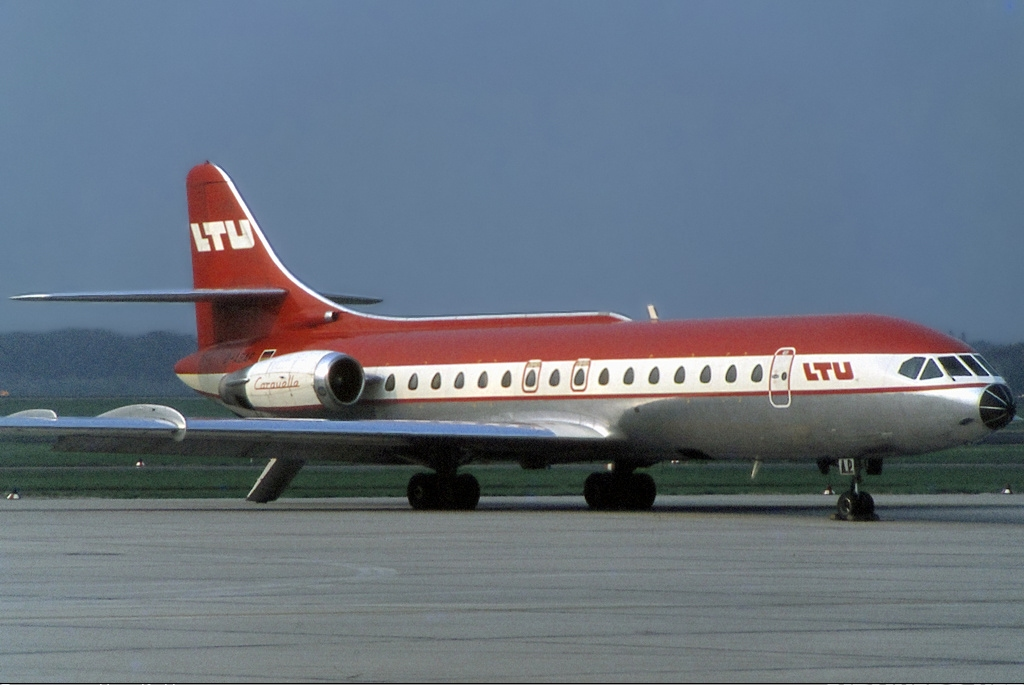
LTU Rotes Dach

Stadtwappen Krefeld

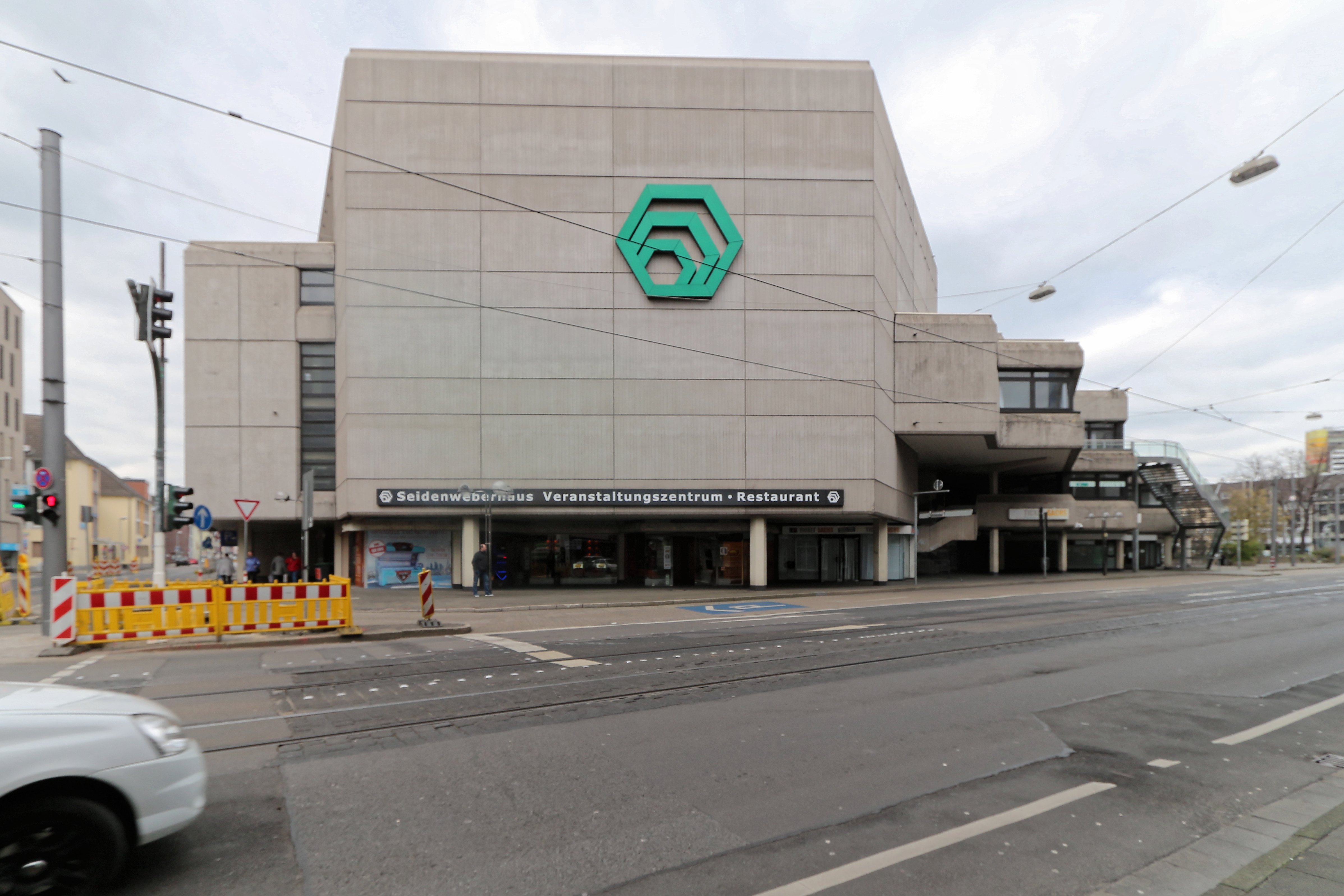
Seidenweberhaus Logo

Seit 1969 selbstständig entwarf Windges für zahlreiche Auftraggeber Logos und bearbeitete Erscheinungsbilder dieser Firmen. Einer seiner Ideen war, die Flugzeugdächer der Maschinen der LTU rot zu gestalten. Weitere Arbeiten für Messe Düsseldorf, RWE, Bayer AG, action medeor, Kreis Viersen und Geologische Landesamt folgten. Daneben arbeitete er für Krefelder Institutionen (Städtische Bühnen Krefeld/Mönchengladbach, Niederrheinische Sinfoniker, Flachsmarkt Linn). Eine beachtete Arbeit war auch die Umgestaltung des Krefelder Stadtwappens in eine grafisch vereinfachte Form.
Fast 400 von ihm gestaltete Plakate wurden im April 2016 dem Stadtarchiv Krefeld übergeben.
Neben seinen Arbeiten als Grafiker war er von 1970 bis 1973 Theaterfotograf. 1971 begegnete er dem Künstler Joseph Beuys und fotografierte eine große Fotoserie von ihm. 1984 gewann er den internationalen Polaroid-Wettbewerb. Die Gewinnerbilder wurden in die „Polaroid Collection“ aufgenommen.
Schon während seines Studiums standen Experimente mit und um die Fotografie bei Windges im Vordergrund. So experimentierte er mit „kameraloser Fotografie in der Dunkelkammer“ und „Fotoverbrennungsselbstbelichtung“. Bei der Beschäftigung mit dem Thema „Zeit“ entstand ein Zyklus von über 450 Motiven. Für seine späteren Arbeiten wählte er die Schlichtheit der Darstellung und schuf Bilder, die er als „zweidimensionale Räumlichkeit“ bezeichnet. Verschiedene Bilder dieser Art zusammengestellt bezeichnet er als „Multive“.
Windges war seit 1999 „Doctor humoris causa“ der Krefelder Karnevalsgesellschaft „Uzvögel“.

## Ausstellungen

### Einzelausstellungen (Auswahl)
- 1979 Shirt-Art-Gallery, Mönchengladbach
- 1979 Szene K, Galerie der Rheinischen Post, Krefeld
- 1980 Foyer Theater Duisburg
- 1980 Kommunalverband Ruhrgebiet, Essen
- 1981 Kulturhalle, Neukirchen-Vluyn
- 1982 Städt. Galerie im Park, Viersen
- 1982 Parlamentarische Gesellschaft, Bonn
- 1987 „Porträts Josef Beuys“, Gemeinschaft Krefelder Künstler (GKK)
- 1988 Argentum, Galerie Meta Weber, Krefeld
- 1995 Galerie im Glasesefanen, Hamm
- 1996 Künstler-Galerie, Duisburg
- 1997 Alte Kirche, Krefeld
- 2000 Galerie im Sensenhammer, Leverkusen
- 2000 Galerie M-Art, Arnheim (NL)
- 2000 Städt. Fotogalerie Fabrik Heeder, Krefeld
- 2002 Galerie bij de Boeken, Ulft (NL)
- 2004 Kulturschoppen, Pax-Christi, Krefeld
- 2005 Kultur.Punkt, Friedenskirche, Krefeld
- 2008 Kaiser-Wilhelm-Museum Krefeld, Fotoserie Josef Beuys
- 2009 „Zweidimensionale Räumlichkeiten“, GKK Krefeld
- 2010 Kunst in der Lukaskirche, Krefeld
- 2014 Plakate, "Galerie im Schwimmbad"[12]

### Ausstellungsbeteiligungen (Auswahl)
- 1983 „Farbe bekennen“, Kaiser Wilhelm Museum, Krefeld
- 1983 „Fotogramme“, Galerie Jesse, Bielefeld
- 1985 „Der Baum“, Kunstverein Heidelberg
- 1986 „Der Baum“, Kunstverein Saarbrücken
- 1993 bis 2001 Große Kunstausstellung NRW, Düsseldorf
- 1994 bis 2002 Huntenkunst, Doetinchem (NL)
- 1997 Groote Kerk, Veere Zeeland (NL) mit Klaus Peter Noever
- 2007 Forum Kunst und Architektur, Essen
- 2008 mit Maika Korfmacher und Udo Steneberg bei Cargill, Krefeld
- 2016 mit Martin Lersch im Archiv der Stadt Krefeld[13]

## Mitgliedschaften
- Förderverein für das Kulturbüro der Stadt Krefeld[14]
- Verein der Düsseldorfer Künstler[15]
- Gemeinschaft der Krefelder Künstler[16]

## Werke
- Schönes Krefeld, the beautiful, la belle / mit Fotos von Theo Windges und Texten von Renate Wilkes-Valkyser. Hrsg.: Norbert Beleke. Übers.: St. Clair Consulting, ISBN 3-8215-0523-0
- Krefeld: Seidenstadt am Niederrhein / fotogr. von Theo Windges. Mit Texten von Eckhard W. Scholz ISBN 3-929229-62-5
- Kreuzweg: Photos / von Theo Windges ISBN 3-00-000723-7